# Submarino de ataque

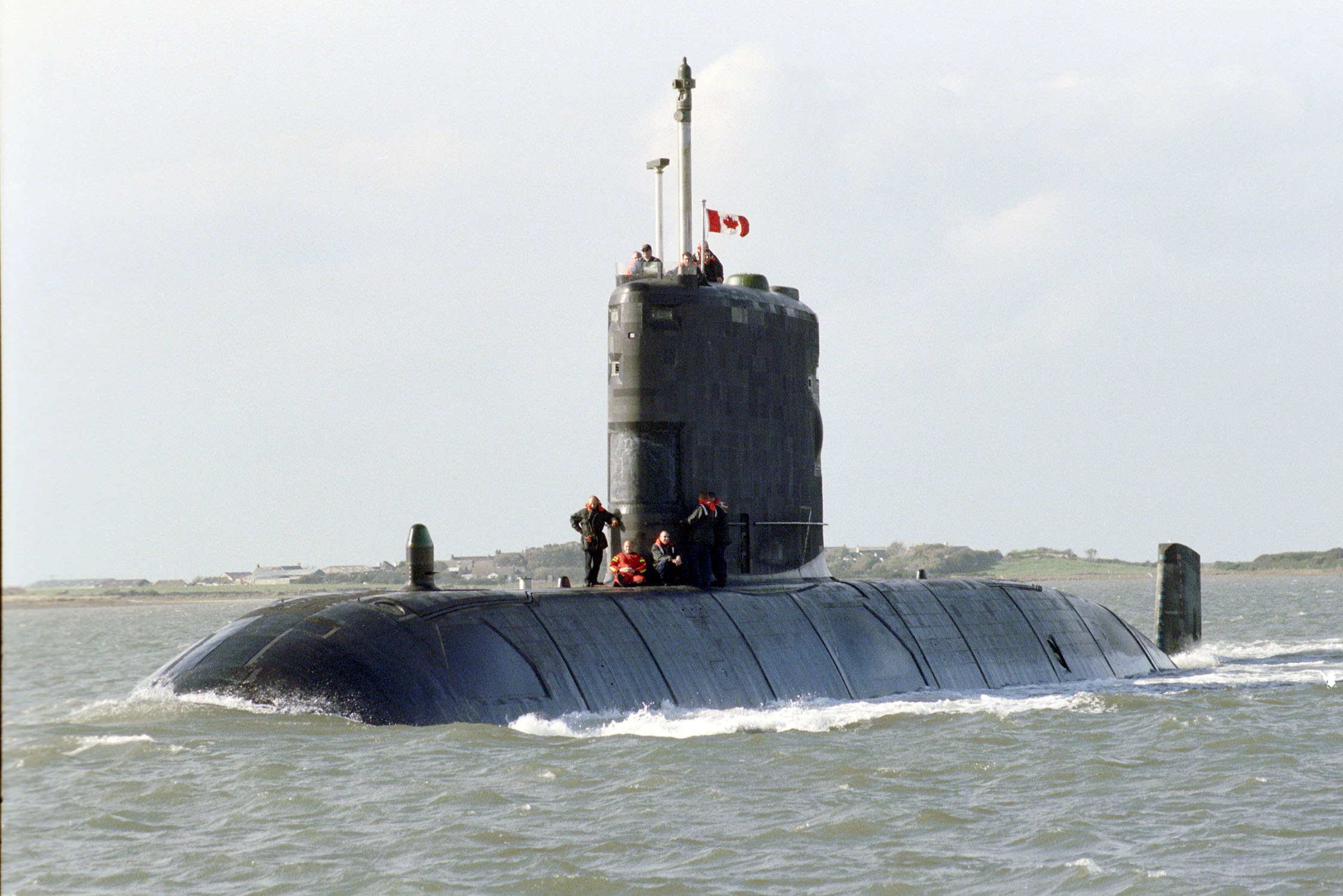
HMCS Windsor.

Un submarino de ataque o submarino asesino-cazador es un submarino diseñado específicamente con el propósito de atacar y hundir otros submarinos, buques de superficie, buques mercantes y atacar objetivos en tierra. En las armadas soviética y rusa eran y son llamados "submarinos multi-propósito". También son usados para proteger buques de superficie y submarinos de misiles balísticos. Algunos están armados con misiles de crucero montados en sistemas de lanzamiento vertical, aumentando el alcance de sus posibles misiones para incluir objetivos en tierra.
La propulsión de los submarinos de ataque puede ser nuclear o diésel-eléctrica (llamada convencional). En el sistema de denominación de la Armada de los Estados Unidos, y en el sistema OTAN equivalente (STANAG 1166), los submarinos de ataque de propulsión nuclear son conocidos como SSN y sus predecesores diésel-eléctricos eran SSK. A los intermedios de propulsión independiente del aire se les llama habitualmente SSP, aunque la Clase S-80 Plus sea SSK-PIA. En la Armada de los Estados Unidos, los SSN son llamados extraoficialmente "ataques rápidos". 
La Armada de Rusia emplea una clasificación distinta, por lo que sus submarinos equivalentes se dividen en tres categorías: DEPL (ДЭПЛ), PLAT (ПЛАТ) y MPLATRK (МПЛАТРК.)